# Южная АЭС
Южная АЭС — планируемая атомная электростанция на территории субъекта относящегося к ОЭС Юг, Ростовской области или Краснодарского края.

## Планы
Изначально станцию планировали построить в Октябрьском районе, близ микрорайона Донской города Новочеркасска. В Доработанном проекте Генеральной схемы размещения объектов электроэнергетики до 2042 года от строительства АЭС в Новочеркасске решено было отказаться. Проектное название станции было изменено с Новочеркасской АЭС на Южную АЭС. Среди альтернативных площадок рассматривается территория близ Ростовской АЭС в Волгодонске, а также окрестности города Ейск. Заявление от представителя Росатома об отсутствии необходимости "крупного сетевого строительства" на потенциальной площадке в районе Ейска предположительно указывает на западные окрестности между станицей Староминской и Каневской, находящиеся вдоль высоковольтной линии 500 кВ Ростовская-Тамань, как на более точное место рассматриваемой площадки. Потенциально возможными площадками в регионе также могут стать окрестности Тихорецка и Сальска, занимающих узловое положение в электрораспределительной сети ОЭС Юга. 
После исключения проекта Новочеркасской АЭС из проекта Генеральной схемы размещения объектов электроэнергетики до 2042 года конкретное местоположение новой АЭС в ОЭС Юга ещё не определено: будет уточнено по результатам предпроектных проработок. В связи с изменением потенциальной площадки размещения станции сроки ввода второго блока сдвинулись на один год: c 2038 на 2039 год. 
Схема запуск планируется поэтапная:
- к 2036 году запуск первого энергоблока с реактором типа ВВЭР-оптим установленной мощностью 1200 МВт;
- к 2039 году ввод в строй ещё одного аналогичного энергоблока.

Таким образом, планируемая установленная мощность станции составляет 2400 МВт.

## Хронология событий
- 20 августа 2024 года в соответствии с требованиями пункта 27 Правил разработки и утверждения документов перспективного развития электроэнергетики, утвержденных постановлением Правительства Российской Федерации от 30.12.2022 № 2556, опубликован для общественного обсуждения проект Генеральной схемы размещения объектов электроэнергетики до 2042 года, в котором обозначены основные параметры проекта станции[8].
- 18 октября 2024 года в соответствии с требованиями пункта 28 Правил разработки и утверждения документов перспективного развития электроэнергетики, утвержденных постановлением Правительства Российской Федерации от 30.12.2022 № 2556 вышел проект генеральной схемы, доработанный на базе замечаний и предложений к проекту генеральной схемы, поступивших в рамках общественного обсуждения. В Доработанном проекте Генеральной схемы размещения объектов электроэнергетики до 2042 года проект Новочеркасской АЭС исключен из проекта генеральной схемы. Местоположение новой АЭС в ОЭС Юга будет уточнено по результатам предпроектных проработок[2][6][8].
- 22 января 2025 года стало известно о потенциальной площадке по размещению АЭС в окрестностях Ейска[3][9]. Об этом сообщила начальник управления проектами жизненного цикла АЭС госкорпорации "Росатом" Марина Киселёва в ходе расширенного заседания комитета Госдумы по энергетике. "Возможная площадка, соответствующая нормам и правилам, находится в Краснодарском крае, в городе Ейск. Там не потребуется крупного сетевого строительства, она у нас сейчас планируется как вероятная", - сказала Киселева. Приоритетной с точки зрения размещения объекта генерации остаётся площадка недалеко от Новочеркасска в силу оптимального положения относительно потребителя и сетей распределения электроэнергии. Последней рассматриваемой площадкой является площадка у Ростовской АЭС, у города Волгодонск. Однако размещение новых энергоблоков в этой локации потребует значительного сетевого строительства: "как минимум три высоковольтных линии по 500 кВ, необходимые для выдачи добавленной мощности до потребителя"[4].

## Информация об энергоблоках
| Энергоблок     | Тип реакторов | Мощность | Мощность | Начало строительства | Подключение к сети | Ввод в эксплуатацию | Закрытие |
| Энергоблок     | Тип реакторов | Чистый   | Брутто   | Начало строительства | Подключение к сети | Ввод в эксплуатацию | Закрытие |
| -------------- | ------------- | -------- | -------- | -------------------- | ------------------ | ------------------- | -------- |
| Южная-1 (план) | ВВЭР-оптим    | 1115 МВт | 1200 МВт |                      |                    | 2036 (по планам)    |          |
| Южная-2 (план) | ВВЭР-оптим    | 1115 МВт | 1200 МВт |                      |                    | 2039 (по планам)    |          |